# الصين والأمم المتحدة
تُعد الصين أحد الدول الأعضاء في الأمم المتحدة، وواحدة من الدول الأعضاء الخمسة الدائمين في مجلس الأمن.
انضمت جمهورية الصين، وهي إحدى الحلفاء المنتصرين في الحرب العالمية الثانية (المعروفة محليًا باسم الحرب الصينية اليابانية الثانية)، إلى الأمم المتحدة عند تأسيسها في عام 1945. أدى الاستئناف اللاحق للحرب الأهلية الصينية إلى تأسيس جمهورية الصين الشعبية في عام 1949. سرعان ما أصبح كل البر الرئيسي الصيني تقريبًا تحت سيطرتها، وتراجعت جمهورية الصين إلى ملجأ جزيرة تايوان. أدت سياسة الصين الواحدة التي دعت إليها الحكومتان إلى تفكيك حل التمثيل المزدوج، ولكن وسط الحرب الباردة والحرب الكورية، عارضت الولايات المتحدة وحلفاؤها استبدال جمهورية الصين في الأمم المتحدة حتى عام 1971، وذلك على الرغم من إقناعهم بالضغط على حكومة جمهورية الصين لقبول الاعتراف الدولي باستقلال منغوليا في عام 1961. حولت المملكة المتحدة وفرنسا وحلفاء آخرون للولايات المتحدة اعترافهم بالصين بشكل فردي إلى جمهورية الصين الشعبية؛ وأقامت ألبانيا تصويتات سنوية لاستبدال جمهورية الصين بجمهورية الصين الشعبية، ولكن فشلت هذه المحاولات، بعد قرار الجمعية العامة رقم 1668، منذ اشتراط قبول تغيير الاعتراف على ضم ثلثي الأصوات.
دخل رئيس الولايات المتحدة ريتشارد نيكسون، وسط الانقسام الصيني السوفيتي وحرب فيتنام، في مفاوضات مع الرئيس الشيوعي ماو، وكان أولها خلال رحلة سرية في عام 1971 ذهب بها هنري كيسنجر لزيارة تشوان لاي. مُرِّر اقتراح ألبانيا بالاعتراف بجمهورية الصين الشعبية باعتبارها الصين الشرعية الوحيدة بموجب قرار الجمعية العامة رقم 2758 في 25 أكتوبر عام 1971. أيدته معظم الدول الشيوعية (بما في ذلك الاتحاد السوفيتي) ودول عدم الانحياز (مثل الهند)، ولكن أيضًا بعض الدول الأعضاء في حلف الناتو مثل المملكة المتحدة وفرنسا. زار نيكسون شخصيًا البر الرئيسي للصين في العام التالي من انضمام جمهورية الصين الشعبية في 15 نوفمبر عام 1971؛ وبدأ في تطبيع العلاقات بين جمهورية الصين الشعبية والولايات المتحدة. خففت جمهورية الصين منذ ذلك الوقت من سياسة الصين الواحدة الخاصة بها، وسعت إلى الحصول على اعتراف دولي. قوبلت هذه التحركات بمعارضة وحظر معظمها من قبل جمهورية الصين الشعبية، مما أجبر جمهورية الصين على الانضمام إلى المنظمات الدولية تحت أسماء أخرى، بما في ذلك «تايبيه الصينية» في اللجنة الأولمبية الدولية.
رُفِض الطلب الأخير لجمهورية الصين للقبول في عام 2007، ولكن عددًا من الحكومات الأوروبية، بقيادة الولايات المتحدة، احتجت على مكتب الأمم المتحدة للشؤون القانونية لإجبار الهيئة العالمية وأمينها العام على التوقف عن استخدام العبارة «تايوان جزء من الصين».

## النشاط
استخدمت جمهورية الصين حق النقض في مجلس الأمن مرة واحدة فقط، وذلك لوقف قبول جمهورية منغوليا الشعبية في الأمم المتحدة في عام 1955 على أساس اعترافها بكامل منغوليا كجزء من الصين.
استخدمت جمهورية الصين الشعبية حق النقض في مجلس الأمن ثماني مرات منذ يونيو عام 2012، أي أقل من الدول الأخرى التي تتمتع بحق النقض، وتمثلت في عام 1972 لاستخدام حق النقض ضد قبول بنغلاديش (التي اعتُرِف بها كمقاطعة باكستانية)، وفي عام 1973 (بالاشتراك مع الاتحاد السوفيتي) لاستخدام حق النقض ضد قرار بشأن وقف إطلاق النار في حرب يوم الغفران (حرب أكتوبر)، وفي عام 1997 لاستخدام حق النقض ضد مراقبي وقف إطلاق النار في غواتيمالا (التي اعترفت بجمهورية الصين باعتبارها الحكومة الشرعية للصين)، وفي عام 1999 لاستخدام حق النقض ضد تمديد المراقبين في جمهورية مقدونيا، وفي عام 2007 (بالاشتراك مع روسيا) لاستخدام حق النقض ضد انتقاد ميانمار (بورما) في سجلها في مجال حقوق الإنسان، وفي عام 2008 (مع روسيا) لاستخدام حق النقض ضد العقوبات المفروضة على زيمبابوي، وفي عام 2011 (مع روسيا) لاستخدام حق النقض ضد العقوبات المفروضة على سوريا، وفي فبراير 2012 (مع روسيا) لاستخدام حق النقض للمرة الثانية على مشروع قرار يدعو إلى التدخل العسكري الأجنبي في سوريا.
شاركت جمهورية الصين في تأسيس إدارة الأمم المتحدة للإغاثة والتأهيل في عام 1943 (قبل إنشاء الأمم المتحدة)؛ وهي واحدة من أربعة أعضاء في اللجنة المركزية لصنع السياسات. وفرت الإدارة الإمدادات والخدمات للمناطق الواقعة تحت احتلال دول المحور؛ وكان أكبر مشروع نفذته إدارة الأمم المتحدة للإغاثة والتأهيل هو برنامج الصين الذي بلغت تكلفته الإجمالية حوالي 658.4 مليون دولار. افتُتِح مكتب إدارة الأمم المتحدة للإغاثة والتأهيل في الصين في شنغهاي في نهاية عام 1944، وعمل حتى الانتهاء الرسمي للمكتب في 31 ديسمبر عام 1947. انتهى العمل النهائي والمسؤوليات بحلول مارس عام 1948. تعاونت إدارة الأمم المتحدة للإغاثة والتأهيل مع الإدارة الوطنية الصينية للإغاثة والتأهيل بقيادة تسيانغ تينغفو لتوزيع إمدادات الإغاثة في الصين. نُقلت مهام إدارة الأمم المتحدة للإغاثة والتأهيل لاحقًا إلى العديد من وكالات الأمم المتحدة، بما في ذلك منظمة اللاجئين الدولية ومنظمة الصحة العالمية.
كان بنغ تشون تشانغ من جمهورية الصين نائب رئيس لجنة الأمم المتحدة لحقوق الإنسان التي صاغت الإعلان العالمي لحقوق الإنسان. أشارت إليانور روزفلت، باعتبارها القوة الدافعة وراء الإعلان، في مذكراتها:
كان الدكتور تشانغ تعدديًا، وأصر بطريقة ساحرة على الاقتراح القائل بأن هناك أكثر من نوع واحد من الحقيقة المطلقة. قال أيضًا إن الإعلان يجب أن يعكس أكثر من مجرد الأفكار الغربية، وأن على الدكتور همفري أن يكون انتقائيًا في نهجه. اقترح الدكتور تشانغ في مرحلة ما أن الأمانة العامة قد تقضي بضعة أشهر في دراسة أساسيات الكونفوشية!
تبنت الجمعية العامة للأمم المتحدة الإعلان العالمي لحقوق الإنسان كقرار رقم 217 أ (د-3) في 10 ديسمبر عام 1948، كنتيجة لتجربة الحرب العالمية الثانية. كانت جمهورية الصين واحدة من 48 ولاية صوتت لصالحه.
أصدرت الجمعية العامة للأمم المتحدة في 1 فبراير عام 1951، بعد فشل مفاوضات وقف إطلاق النار، القرار رقم 498، ووصفت تدخل جمهورية الصين الشعبية في كوريا بأنه عمل عدواني.
أرسلت الصين 3362 فردًا عسكريًا منذ يونيو عام 2012 إلى 13 عملية حفظ سلام تابعة للأمم المتحدة؛ وذلك في أول إرسال لمراقبين عسكريين إلى عمليات حفظ السلام التابعة للأمم المتحدة منذ إرسال آخر فريق عسكري إلى جمهورية الكونغو الديمقراطية.
المحكمة الجنائية الدولية هي محكمة دائمة لمحاكمة الأفراد على جرائم الإبادة الجماعية، والجرائم ضد الإنسانية، وجرائم الحرب وجرائم العدوان. تتمتع المحكمة بالصلاحية إذا أحال مجلس الأمن التابع للأمم المتحدة أي قضية إليها. صدقت 122 دولة أو انضمت إلى نظام روما الأساسي الذي أنشأ المحكمة اعتبارًا من مايو عام 2013، ولكن جمهورية الصين الشعبية لم تكن واحدة منها. انتقدت جمهورية الصين الشعبية، وكذلك جارتها الهند، المحكمة.
احتلت الصين المرتبة السابعة بين الدول الأعضاء لمساهمتها بنسبة 3.93% من ميزانية عمليات الأمم المتحدة لحفظ السلام للفترة بين عامي 2013-2015. احتلت الولايات المتحدة المرتبة الأولى بالمساهمة بنسبة 27.14%.
مُنحت جائزة نوبل للسلام لعام 1954 لمفوضية الأمم المتحدة السامية لشؤون اللاجئين. أشارت مؤسسة نوبل إلى أن الجمعية العامة للأمم المتحدة طلبت من مفوضية الأمم المتحدة السامية لشؤون اللاجئين من بين مساهمات أخرى (القراران رقم 1167 و1784)، في عام 1957 ومرة أخرى في عام 1962، مساعدة اللاجئين الصينيين في هونغ كونغ التي تقدر أعدادهم بأكثر من مليون لاجئ. تُقدَّم أيضًا مساعدة المفوضية للاجئين المحتاجين من بين اللاجئين الصينيين في ماكاو، واللاجئين التبتيين في الهند ونيبال. استضافت الهند حوالي 110 آلاف لاجئ تبتي حتى نهاية عام 2001. تقدر المفوضية السامية للأمم المتحدة لشؤون اللاجئين أن هناك 15 ألف تبتي وصلوا إلى نيبال قبل عام 1990 واعترفت بهم الحكومة كلاجئين.